# Hamel, Nord

Hamel este o comună în departamentul Nord, Franța. În 1 ianuarie 2022 avea o populație de 786 de locuitori.